# Claudio Daniel Brizuela
Claudio Daniel Brizuela (Capital Federal, Provincia de Buenos Aires, Argentina, 30 de agosto de 1968) es un exfutbolista y entrenador argentino. Jugaba de delantero y militó en diversos clubes de Argentina, Chile, México, Ecuador y Panamá.

## Trayectoria
Ya retirado, realizó el curso de Director Técnico en A.T.F.A.(Asociación de Técnicos del Fútbol Argentino) y el curso de Director Deportivo en I.T.C.A.R.P.   
En sus inicios se desempeñó como Director Técnico en el Club Celaya (México) y Centro Deportivo Olmedo (Ecuador).  
En el área de scouting de nuevos talentos, se destacó como especialista, en los clubes Atlas de Guadalajara (México), Querétaro (México), Racing Club (Argentina) y San Lorenzo de Almagro (Argentina) hasta la temporada 2012. 
En la temporada 2013, fue Director Deportivo del Proyecto Udinese en Sudamérica, proyecto basado en el scouting de nuevos talentos para el club italiano.  
Fue Director de captación y Coordinador del C. A. Rosario Central de Argentina en la Temporada 2014/2015. 
Desde la temporada 2016 hasta la temporada 2021, fue convocado por Marcelo Gallardo y trabajo en el C.A. River Plate como Director de Captación. 
En el año 2022, José Néstor Pekerman lo eligio como Jefe de scouting de la Federación Venezolana de Futbol, realizó el Scouting a nivel nacional y junto al personal de selecciones nacionales juveniles, participó del armado de los actuales planteles.
En el inicio de  este año, Evo Morales lo convoca para asumir la Dirección Técnica del Plantel profesional del Club Deportivo Palmaflor del Trópico, Club que pertenece a las 6 federaciones del Trópico de Cochabamba en Bolivia. El mismo participara de la próxima edición de la Copa Conmebol Sudamericana 2023. Las 6 Federaciones del Trópico de Cochabamba, presentaron su Equipo y un Proyecto integral que busca sentar las bases y trabajar arduamente en el Scouting, formación y armado de los planteles Juveniles de las nuevas generaciones del Trópico.
A principios del año 2024 y a consecuencia de los trabajos realizados de Scouting en diferentes clubes de Argentina; ser el descubridor de futbolistas como Facundo Buonanotte, Cluadio "diablito" Echeverri, Franco Mastantuono entre otros. La Agencia TIER ONE de Inglaterra lo recluto como Scout y es el director de Scouting de Sudamérica.
La agencia TIER ONE trabaja con alianzas con diferentes clubes de la Premier League, como Liverpool, Manchester United, Brighton, Southampton, Aston Villa entre otros.

## Clubes

### Como jugador
| Club                 | País      | Año       |
| -------------------- | --------- | --------- |
| Atlanta              | Argentina | 1987-1989 |
| Mérida U. D.         | España    | 1990-1991 |
| Jorge Wilstermann    | Bolivia   | 1991      |
| Valdez SC            | Ecuador   | 1992      |
| Atlante              | México    | 1992-1993 |
| Deportes Concepción  | Chile     | 1993-1994 |
| Atlético Celaya      | México    | 1994-1995 |
| Deportivo Morón      | Argentina | 1996-1998 |
| Alacranes de Durango | México    | 1999      |
| Tauro FC             | Panamá    | 2002-2003 |